# Polymorphanisus taoninus
Polymorphanisus taoninus is een schietmot uit de
familie Hydropsychidae. De soort komt voor in het Oriëntaals gebied.